# Понтис, Маркус
Ма́ркус Се́зар По́нтис (порт. Marcos Cesar Pontes; род. 11 марта 1963, Бауру, штат Сан-Паулу) — первый астронавт Бразилии. Проходил подготовку по программе НАСА.

## Биография
Понтис женат, имеет двоих детей.
Маркус Понтис — подполковник бразильских военно-воздушных сил, один из самых опытных лётчиков Бразилии. Он летал на 20 различных типах самолётов, имеет более 1900 лётных часов.

### Астронавт НАСА
В июне 1998 года был направлен в НАСА, где прошёл подготовку к космическим полётам. В декабре 2000 года был официально объявлен астронавтом НАСА.
Предполагалось, что Понтис совершит свой первый космический полёт на американском шаттле в 2001 году по программе строительства МКС. Однако проблемы с бюджетом НАСА и задержки в подготовке бразильского оборудования для станции вынудили перенести запланированный полёт на 2003 год. После катастрофы «Колумбии» в феврале 2003 года были отменены все полёты шаттлов. Космический полёт Понтиса оказался под вопросом.
В ожидании Понтис остался в НАСА и работал в отделе астронавтов по операциям с МКС (Astronaut Office Space Station Operations Branch).

### Полёт на МКС
2 сентября 2005 года между Бразилией и Россией было подписано соглашение о научно-техническом сотрудничестве, в том числе и о сотрудничестве в исследовании космоса. Это соглашение открыло Понтису возможность осуществить космический полёт.

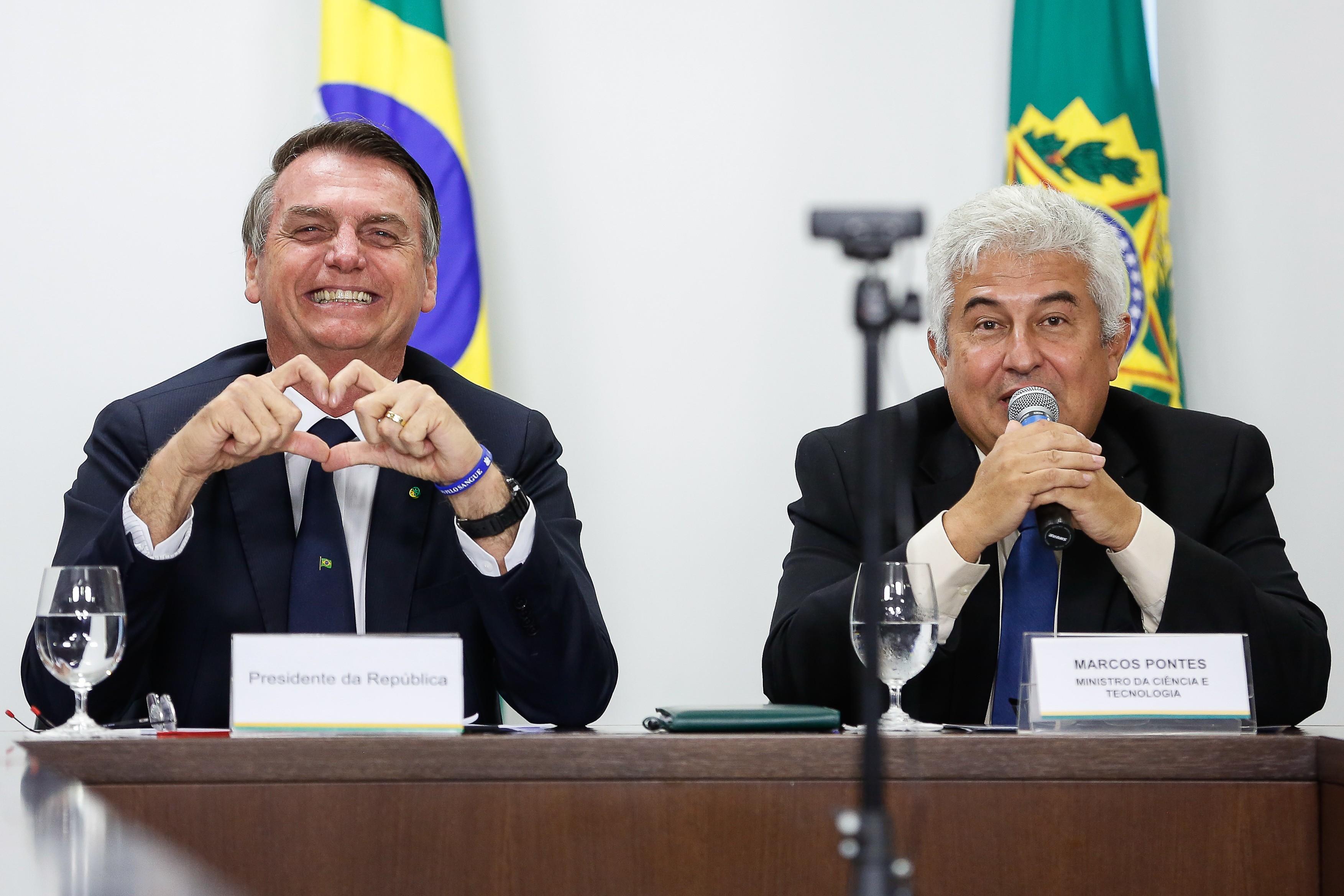
С Президентом Бразилии Жаиром Болсонару

Маркус Понтис проходил подготовку в качестве бортинженера корабля «Союз ТМА-8» в Звёздном городке. Старт корабля «Союз ТМА-8» состоялся в четверг 30 марта 2006 года в 6:30 по московскому времени с космодрома Байконур. Полёт Маркуса Понтиса совпал с празднованием столетия первого полёта на самолёте, который совершил его соотечественник, бразилец Алберту Сантус-Дюмон.
Программой полёта корабля «Союз ТМА-8» была предусмотрена стыковка с МКС. Полёт Маркуса Понтиса длился 9 суток 21 ч 17 мин, он стартовал вместе с участниками 13-й основной экспедиции на МКС Павлом Виноградовым и Джеффри Уильямсом, а вернулся на Землю вместе с астронавтом и космонавтом 12-й долговременной экспедиции, Уильямом Макартуром и Валерием Токаревым в кабине корабля «Союз ТМА-7».

### Политическая деятельность
На выборах в федеральный парламент в 2014 году Маркус Понтис, ранее (2009—2012) входивший в партию «Демократы», баллотировался в штате Сан-Паулу от Бразильской социалистической партии, набрав 43 707 голосов (0,21 %). На выборах 2018 года был избран депутатом Сената от Социал-либеральной партии, на которую тогда опирался Жаир Болсонару.
31 октября 2018 года президент Болсонару объявил, что экс-астронавт получит министерскую должность. С 1 января 2019 года Понтис является министром науки, технологии и инноваций.
В 2022 году избран сенатором от Сан-Паулу.

### Литературная деятельность
Помимо своей деятельности в качестве астронавта и офицера ВВС Бразилии, Маркос также является автором четырех книг.
- Понтис, Маркус É Possível! Como transformar seus sonhos em realidade (Это возможно! Как воплотить свои мечты в реальность) (на португальском языке). Бразилия: Editorama. 371 страница. ISBN 9788561047917.
- Понтис, Маркус Missão Cumprida: A História completa da primeira missão espacial brasileira (Миссия выполнена: Полная история первой бразильской космической миссии) (на португальском языке). Бразилия: Chris McHilliard. 561 страница. ISBN 9788564213012.
- Понтис, Маркус O Menino do Espaço (Парень в космосе) (на португальском языке). Бразилия: Chris McHilliard. 60 страниц. ISBN 9788564213067.
- Понтис, Маркус Caminhando com Gagarin (Шагая с Гагариным) (на португальском языке). Бразилия: Chris McHilliard. 120 страниц. ISBN 9788564213081.